# Český lev/Beste Regie
Český lev: Beste Regie

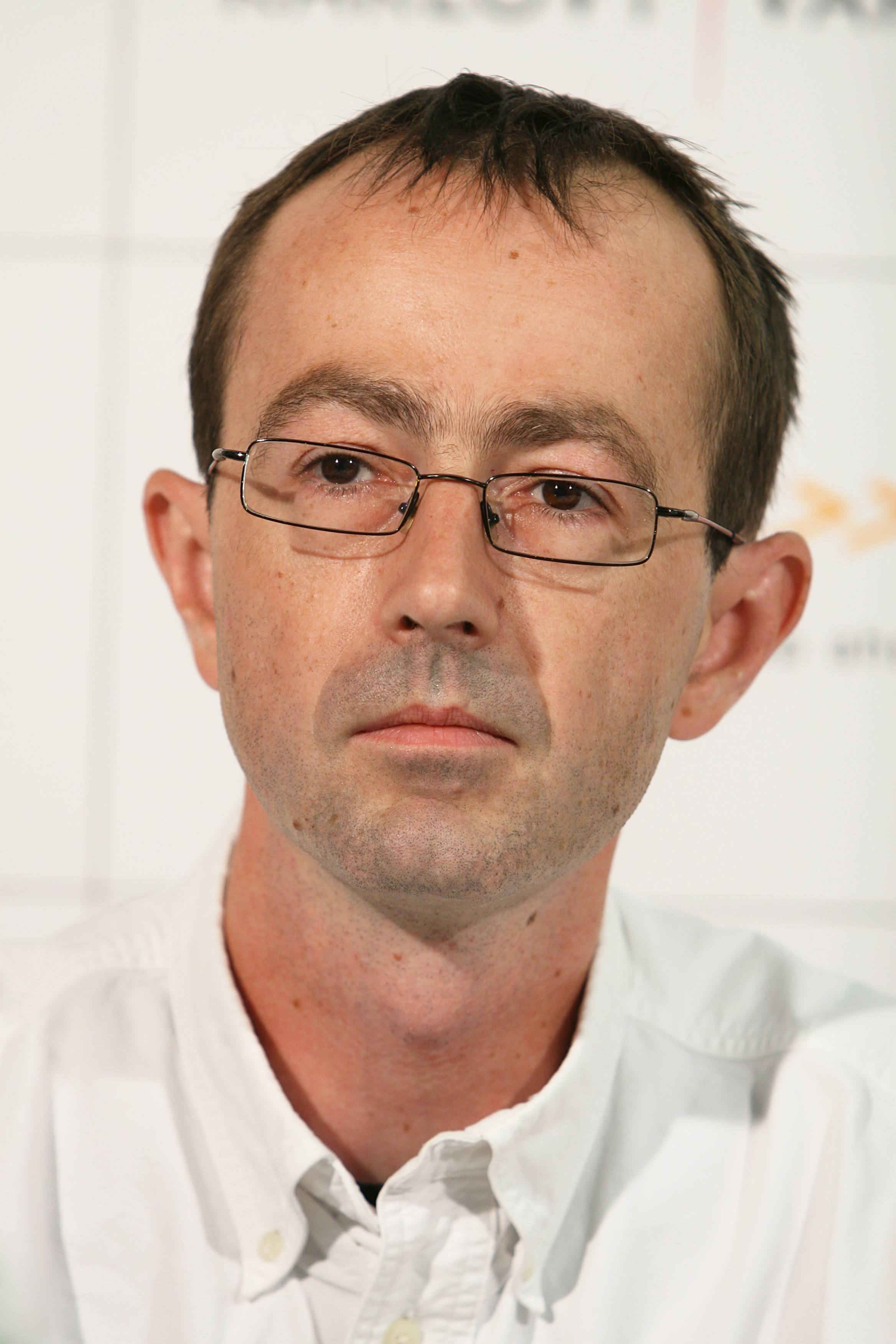
Petr Zelenka wurde dreimal ausgezeichnet (Foto von 2008)

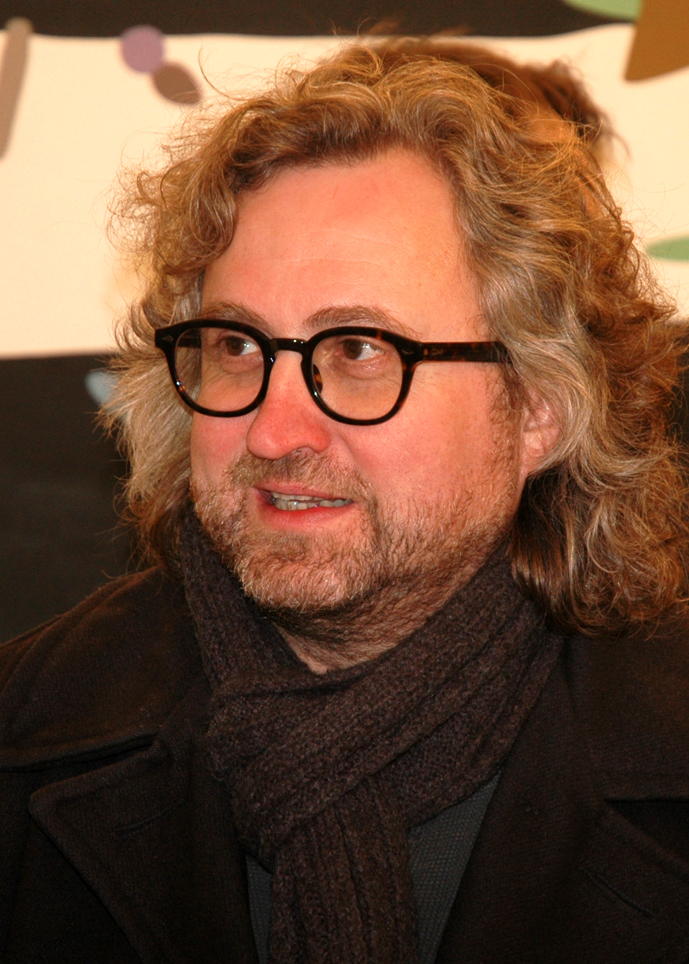
Jan Hřebejk wurde dreimal ausgezeichnet (Foto von 2012)

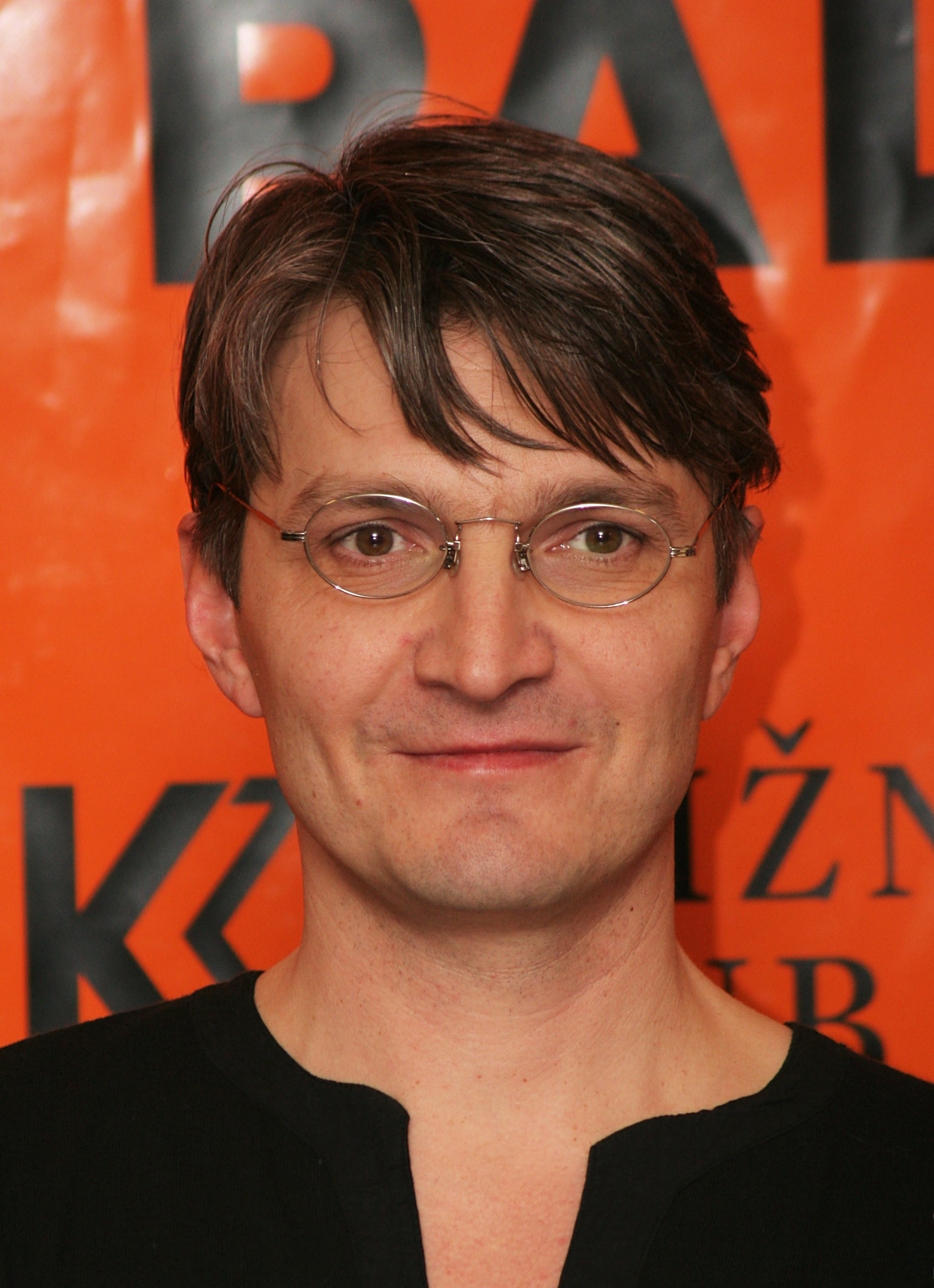
Jan Sverak wurde dreimal ausgezeichnet (Foto von 2007)

Gewinner des tschechischen Filmpreises Český lev in der Kategorie Beste Regie (nejlepší režie). Die Tschechische Filmakademie (České filmové a televizní akademie) vergab den Preis erstmals am 25. Februar 1994 und vergibt ihn seitdem jährlich.

## Preisträger und Nominierungen ab dem Jahr 1993
1993 (Verleihung am 25. Februar 1994)
Jan Hřebejk – Šakalí léta

1994 (Verleihung am 3. März 1995)
Milan Šteindler – Díky za každé nové ráno
Jan Svěrák – Akkumulator 1
Jan Svěrák – Die Fahrt (Jízda)
Jan Švankmajer – Faust (Lekce Faust)
Jiří Menzel – Die denkwürdigen Abenteuer des Soldaten Iwan Tschonkin (Život a neobyčejná dobrodružství vojáka Ivana Čonkina)

1995 (Verleihung am 2. März 1996)
Martin Šulík – Der Garten (Záhrada)
Jaromil Jireš – Učitel tance
Saša Gedeon – Indianer-Sommer (Indiánské léto)

1996 (Verleihung am 1. März 1997)
Jan Svěrák – Kolya (Kolja)
Petr Václav – Marian
Vladimír Michálek – Zapomenuté světlo

1997 (Verleihung am 28. Februar 1998)
Petr Zelenka – Die Knöpfler (Knoflíkáři)
Juraj Jakubisko – Nejasná zpráva o konci světa
Ivan Fíla – Lea

1998 (Verleihung am 28. Februar 1999)
Vladimír Michálek – Der Bastard muss sterben (Je třeba zabít Sekala)
Roman Vávra – Co chytneš v žitě
Oskar Reif – Das Bett

1999 (Verleihung am 4. März 2000)
Saša Gedeon – Die Rückkehr des Idioten (Návrat idiota)
Jan Hřebejk – Kuschelnester (Pelíšky)
Karel Kachyňa – Hanele

## Preisträger und Nominierungen ab dem Jahr 2000
2000 (Verleihung am 3. März 2001)
Jan Hřebejk – Wir müssen zusammenhalten (Musíme si pomáhat)
Vladimír Michálek – Anděl Exit
David Ondříček – Einzelgänger (Samotáři)

2001 (Verleihung am 2. März 2002)
Jan Svěrák – Dark Blue World (Tmavomodrý svět)
Vladimír Michálek – Frühling im Herbst (Babí léto)
Jan Švankmajer – Otesánek

2002 (Verleihung am 1. März 2003)
Petr Zelenka – Das Jahr des Teufels (Rok ďábla)
Zdeněk Tyc – Rotzbengel (Smradi)
Alice Nellis – Familienausflug mit kleinen Geheimnissen (Výlet)

2003 (Verleihung am 3. März 2004)
Vladimír Morávek – Sex in Brno (Nuda v Brně)
Jan Hřebejk – Pupendo
Ondřej Trojan – Želary

2004 (Verleihung am 5. März 2005)
Jan Hřebejk – Horem pádem
Ivan Fíla – König der Diebe
Marek Najbrt – Unsere Champions (Mistři)

2005 (Verleihung am 25. Februar 2006)
Bohdan Sláma – Die Jahreszeit des Glücks (Štěstí)
Petr Zelenka – Příběhy obyčejného šílenství
Martin Šulík – Sluneční stát aneb hrdinové dělnické třídy

2006 (Verleihung am 3. März 2007)
Jiří Menzel – Ich habe den englischen König bedient (Obsluhoval jsem anglického krále)
David Ondříček – Grandhotel
Jan Hřebejk – Kráska v nesnázích

2007 (Verleihung am 1. März 2008)
Jan Svěrák – Leergut (Vratné lahve)
Alice Nellis – Tajnosti
Petr Nikolaev – ...und es kommt noch schlimmer (...a bude hůř)

2008 (Verleihung am 7. März 2009)
Petr Zelenka – Die Karamazows (Karamazovi)
Václav Marhoul – Tobruk
Bohdan Sláma – Der Dorflehrer (Venkovský učitel)

2009 (Verleihung am 6. März 2010)
Marek Najbrt – Protektor
Jan Hřebejk – Kawasakiho ruze
Tomáš Mašín – 3 Seasons in Hell (3 sezóny v pekle)

## Preisträger und Nominierungen ab dem Jahr 2010
2010 (Verleihung am 5. März 2011)
Radim Špaček – Pouta
Robert Sedláček – Největší z Čechů
Ondřej Trojan – Občanský průkaz
Jan Švankmajer – Přežít svůj život
Jan Svěrák – Kooky (Kuky se vrací)

2011 (Verleihung am 3. März 2012)
Zdeněk Jiráský – Poupata
Václav Havel – Odcházení
Jan Hřebejk – Nevinnost
Robert Sedláček – Rodina je základ státu
Tomáš Luňák – Alois Nebel

2012 (Verleihung am 2. März 2013)
David Ondříček – Ve stínu
Bohdan Sláma – Čtyři slunce
Jan Hřebejk – Odpad město smrt
Jan Prušinovský – Okresní přebor - Poslední zápas Pepíka Hnátka
Marek Najbrt – Polski film

2013 (Verleihung am 22. Februar 2014)
Agnieszka Holland – Burning Bush – Die Helden von Prag (Hořící keř)
Zdeněk Tyc – Jako nikdy
Jan Hřebejk – Líbánky
Alice Nellis – Revival
Jitka Rudolfová – Rozkoš

2014 (Verleihung am 21. Februar 2015)
Petr Václav – Cesta ven
Miroslav Krobot – Díra u Hanušovi
Andrea Sedláčková – Fair Play (2014)
Jiří Mádl – Pojedeme k mořil
Jan Svěrák – Tři bratři

2015 (Verleihung am 5. März 2016)
Jan Prušinovský – Kobry a užovky
Slávek Horák – Domácí péče
Alice Nellis – Die sieben Raben (Sedmero krkavců)
Štěpán Altrichter – Schmitke
Petr Zelenka – Ztraceni v Mnichově

2016 (Verleihung am 4. März 2017)
Julius Ševčík – Masaryk
Sean Ellis – Operation Anthropoid
Petr Kazda und Tomáš Weinreb – I, Olga (Já, Olga Hepnarová)
Olmo Omerzu – Rodinný film
Jan Hřebejk – Učitelka

2017 (Verleihung am 10. März 2018)
Bohdan Sláma – Bába z ledu
Václav Kadrnka – Křižáček
Miroslav Krobot – Kvarteto
Jan Svěrák – Po strništi bos
Tereza Nvotová – Ohne ein Wort zu sagen (Špína)

2018 (Verleihung am 23. März 2019)
Olmo Omerzu – Winter Flies (Všechno bude)
Jan Švankmajer – Insects (Hmyz)
Martin Šulík – Dolmetscher (Tlumočník)
Robert Sedláček – Jan Palach
Ondřej Trojan – Toman

2019 (Verleihung am 7. März 2020)
Václav Marhoul – Nabarvené ptáče
Jiří Mádl – Na střeše
Martin Dušek – Staříci
Ondřej Provazník – Staříci
Michal Hogenauer – Tiché doteky
Jiří Havelka – Vlastníci

## Preisträger und Nominierungen ab dem Jahr 2020
2020 (Verleihung am 6. März 2021)
Agnieszka Holland – Charlatan (Šarlatán)
Slávek Horák – Havel
Bohdan Sláma – Krajina ve stínu
Petr Zelenka – Modelář
Mira Fornay – Žáby bez jazyka

2021 (Verleihung am 16. März 2022)
David Ondříček – Zátopek
Olmo Omerzu – Atlas ptáků
Jan Prušinovský – Chyby
Martin Šulík – Muž se zaječíma ušima
Michal Nohejl – Okupace

2022 (Verleihung am 4. März 2023)
Petr Václav – Il Boemo
Vojtěch Mašek – Arvéd
Adam Sedlák  – BANGER.
Michal Blaško – Victim (Obet)
Tereza Nvotová – Světlonoc

2023 (Verleihung am 9. März 2024)
Tomáš Pavlíček, Jan Vejnar – Přišla v noci
Tomáš Mašín – Bratři
Tomáš Mašín – Němá tajemství
Petr Slavík – Tancuj Matyldo
Matěj Chlupáček – Úsvit